# Tahiel Jiménez
Tahiel Adrián Jiménez Sánchez (Boca del Río, 22 gennaio 2006) è un calciatore messicano, attaccante del Santos Laguna.

## Carriera

### Club
È cresciuto nel settore giovanile del Santos Laguna, con cui ha debuttato il 13 aprile 2024 nell'incontro di Liga MX perso 2-0 contro il Necaxa. Il 2 settembre dello stesso anno ha segnato il suo primo gol, decidendo al 98' la partita casalinga contro il Necaxa.

### Nazionale
Ha giocato nelle nazionali giovanili messicane Under-17 ed Under-20.

## Statistiche

### Presenze e reti nei club
Statistiche aggiornate al 4 marzo 2025.
| Stagione        | Squadra         | Campionato      | Campionato | Campionato | Coppe nazionali | Coppe nazionali | Coppe nazionali | Coppe continentali | Coppe continentali | Coppe continentali | Altre coppe | Altre coppe | Altre coppe | Totale | Totale | Totale |
| Stagione        | Squadra         | Comp            | Pres       | Reti       | Comp            | Pres            | Reti            | Comp               | Pres               | Reti               | Comp        | Pres        | Reti        | Pres   | Reti   |        |
| --------------- | --------------- | --------------- | ---------- | ---------- | --------------- | --------------- | --------------- | ------------------ | ------------------ | ------------------ | ----------- | ----------- | ----------- | ------ | ------ | ------ |
| 2023-2024       | Santos Laguna   | LMX             | 2          | 0          | -               | -               | -               | -                  | -                  | -                  | LC          | 0           | 0           | 2      | 0      |        |
| 2024-2025       | Santos Laguna   | LMX             | 23         | 1          | -               | -               | -               | -                  | -                  | -                  | LC          | 0           | 0           | 23     | 1      |        |
| Totale carriera | Totale carriera | Totale carriera | 25         | 1          |                 | -               | -               |                    | -                  | -                  |             | 0           | 0           | 25     | 1      |        |